# Roman Poliszczuk
Roman Wołodymyrowycz Poliszczuk, ukr. Роман Володимирович Поліщук (ur. 25 czerwca 1978 w Czerkasach) – ukraiński piłkarz, grający na pozycji pomocnika.

## Kariera piłkarska

### Kariera klubowa
Wychowanek klubu Dnipro Czerkasy, w barwach którego w 1996 rozpoczął karierę piłkarską. W 1999 występował w Kreminiu Krzemieńczuk. Na początku 2002 przeszedł do Czornomorca Odessa, któremu pomógł awansować do Wyszczej Lihi. Latem 2003 przeszedł do MFK Mikołajów, ale po jednej grze powrócił do Dnipra Czerkasy. Od 2004 grał w klubach Spartak-Horobyna Sumy i Naftowyk Ochtyrka. W lipcu 2005 ponownie wrócił do Dnipra Czerkasy. Pełnił funkcje kapitana drużyny. Po tym jak czerkaski klub został rozformowany piłkarz w kwietniu 2009 przeniósł się do Zirki Kirowohrad, w barwach której zakończył karierę piłkarską.

## Sukcesy i odznaczenia

### Sukcesy klubowe
- wicemistrz Pierwszej Lihi: 2002